# エットレ・パニッツァ
エットレ・パニッツァ（Ettore Panizza, 1875年8月12日 - 1967年11月27日）は、アルゼンチン出身のイタリア人指揮者、作曲家。イタリア・オペラ指揮の名手として知られ、特にジュゼッペ・ヴェルディの指揮に関しては他の追随を許さない最高の演奏を行ったとして評価されている。
イタリア系移民としてアルゼンチンに生まれたが、後に両親の祖国イタリアに帰化し、イタリア・オペラ最高の指揮者としての名声を確立した。出生名はヘクトル・パニッツァ（Héctor Panizza）だったが、後にイタリアで活動するようになると、名前をイタリア流の「エットレ（Ettore）」に改名した。

## 略歴
1875年、アルゼンチン・ブエノスアイレスにイタリア系移民の両親のもとに生まれる。父親がブエノスアイレスの世界的な歌劇場であるテアトロ・コロンのチェリストであったことから、幼い頃から高度な音楽教育を受けて育った。
ブエノスアイレスで音楽教育を受けた後にミラノに渡り、ジュゼッペ・ヴェルディ音楽院においてピアノ、作曲、和声、およびオーケストラ指揮を学ぶ。音楽院を卒業後は歌劇場のコレペティートルや指揮者助手を経験した後に、1897年にローマ歌劇場で指揮者デビューを飾った。
その後はローマ歌劇場を始め、ボローニャ歌劇場、ナポリのサン・カルロ歌劇場、パレルモ・マッシモ劇場といったイタリア各地の歌劇場で活躍した後、国際的にも活動の場を広げてゆく。ロンドンのロイヤル・オペラ・ハウスでは、1907年にデビューして以降1914年まで頻繁にイタリア・オペラの指揮者として活躍。また、ニューヨークのメトロポリタン歌劇場でもイタリア・オペラの名指揮者としての名声を確立し、ローザ・ポンセルやエンリコ・カルーソーといった戦前の名歌手の舞台を卓越した指揮によって引き締めた。

### ミラノ・スカラ座時代
1908年にはミラノ・スカラ座での指揮者デビューを成功させる。以降は第一次世界大戦前から戦後にかけて、トゥリオ・セラフィンが芸術監督に就任している時代のスカラ座で頻繁に指揮台に立ち、同歌劇場においてセラフィンやアルトゥーロ・トスカニーニと並ぶ名声を確立した。
1921年には、セラフィンの後任としてミラノ・スカラ座の芸術監督に就任したトスカニーニの指名によって、スカラ座の首席指揮者に任命される。パニッツァは1932年までスカラ座の首席指揮者を務め、トスカニーニのスカラ座での指揮活動を支えながら自身もオペラ指揮者として精力的に活躍した。
1926年にスカラ座でトスカニーニがジャコモ・プッチーニの遺作となった『トゥーランドット』の初演を指揮したとき、プッチーニが完成したところまでしか演奏せず、「ここでマエストロは息を引き取った」と述べて立ち去ったのは有名な話だが、この公演の2日目以降の指揮を任されたのはパニッツァであった。また、パニッツァはスカラ座の首席指揮者に就任した1921年に芸術監督のトスカニーニに対して、アントニーノ・ヴォットーをスカラ座専属のコレペティートルとして雇用することを提案して受け入れられた。
1932年にはスカラ座でリヒャルト・シュトラウスの『エレクトラ』を指揮して成功をおさめ、シュトラウス自身から称賛の手紙を受け取った。シュトラウスはパニッツァに宛てた手紙において「小生は貴殿がミラノで指揮した、繊細さと情熱とに彩られた壮麗な『エレクトラ』を今も想い返し続けている。今年の夏にブエノスアイレスのテアトロ・コロンで『エレクトラ』の上演が予定されており、なおかつテアトロ・コロンでは貴殿が芸術監督に近く就任するとの由。それを知り小生は、ブエノスアイレスにおいて今一度、貴殿の指揮によって『エレクトラ』が上演されることを深く熱望している。小生は『エレクトラ』の解釈者として、貴殿以上の人材を想像し得ない。」と、パニッツァの『エレクトラ』指揮を手放しで絶賛している。

### メトロポリタン歌劇場時代
1932年までのスカラ座での首席指揮者としての任期を終えたパニッツァは1934年にアメリカに渡り、ニューヨーク・メトロポリタン歌劇場の指揮者となる。1934年から1942年までの期間、パニッツァはメトロポリタン歌劇場におけるイタリア・オペラの第一人者として、ジェンナーロ・パーピとともに同歌劇場の黄金時代を築いた。パーピがロッシーニやドニゼッティといったベルカント・オペラの指揮において敏腕を発揮するいっぽうで、パニッツァが特に得意としたのはジュゼッペ・ヴェルディとヴェルディ以降のヴェリズモ・オペラであった。かのアルトゥーロ・トスカニーニでさえ、パニッツァの歌心を生かした華麗なヴェルディ解釈には一歩譲るとの評も多い。
中でも1938年にジョヴァンニ・マルティネッリ主演によってメトロポリタン歌劇場で上演されたヴェルディの『オテッロ』のライヴ録音は名演として名高い。パニッツァの指揮による『オテッロ』の全曲録音は、トスカニーニの指揮によるラモン・ヴィナイ主演の録音や、戦後のマリオ・デル・モナコ主演による2つの録音と並んで、この名曲の模範的演奏として現在もなお高く評価されている。パニッツァによるメトでのヴェルディでは、1935年にローザ・ポンセル主演で上演した『椿姫（ラ・トラヴィアータ）』のライヴ録音もマルティネッリの『オテッロ』と並ぶメトロポリタン歌劇場の歴史的名演として名高い。ポンセルのヴィオレッタ、パニッツァの指揮、ともに『椿姫』における金字塔と呼ぶべき水準の名演として非常に高く評価されている。
1941年にはジェンナーロ・パーピの急死を受けて、パーピが指揮するはずだったジャン・ピアースのメトロポリタン歌劇場デビューとなる『椿姫』の指揮を担当する。評論家の山崎浩太郎によると「場内の混乱そのままにさえない演奏に終わってしまう。これがメト・デビューのジャン・ピアースにとっては、とんだ災難だった。」との評価が下されているが、今日の視点で聴くと決してそこまで質の低い演奏とまでは言えない。これはあくまで、1935年にパニッツァが指揮した前述のローザ・ポンセル主演による『椿姫』ライヴ録音における圧倒的な名演と比較しての評価であり、あえて1935年の演奏と比較しなければこの1941年の演奏も充分に高い水準にある。
その他、メトロポリタン歌劇場のライヴ録音として音源化され、今日でも高く評価されている演奏は、ローレンス・ティベット主演の『リゴレット』『シモン・ボッカネグラ』、ジーナ・チーニャ主演の『アイーダ』、ジンカ・ミラノフ主演の『アイーダ』『ラ・ジョコンダ』、ミラノフおよびユッシ・ビョルリング主演の『仮面舞踏会』、ジョヴァンニ・マルティネッリ主演の『仮面舞踏会』、リチア・アルバネーゼ主演の『蝶々夫人』、グレース・ムーア主演の『トスカ』などである。

### その他の指揮活動
パニッツァはたびたびイタリア・ヴェリズモ・オペラの初演を指揮して成功を収めた。1916年にトリノにおいて、リッカルド・ザンドナーイ作曲による『フランチェスカ・ダ・リミニ』の初演を指揮したことと、1927年にミラノ・スカラ座でエルマンノ・ヴォルフ＝フェラーリ作曲による『スライ』の初演を指揮したことで知られる。また、1942年にはメトロポリタン歌劇場において、ジャン＝カルロ・メノッティ作曲による1幕のオペラ"The Island God" の初演を指揮した。
イタリア・オペラのみならずドイツ・オーストリア系の歌劇・楽劇にも冴えた腕を見せた。特に1926年にミラノ・スカラ座で指揮したリヒャルト・ワーグナーの『ニーベルングの指環』は歴史的名演として語り継がれている。ロシア・オペラでも敏腕を振るい、スカラ座でモデスト・ムソルグスキーの『ホヴァーンシチナ』や、ニコライ・リムスキー＝コルサコフの『サルタン皇帝』を指揮して成功をおさめた。オペラだけではなく交響曲指揮者としても、ベルリン、ウィーン、シカゴにおいてコンサートを成功させている。
イタリアやアメリカで華々しい活躍をしながら、1907年から1955年まで母国アルゼンチンでも活躍した。ブエノスアイレスのテアトロ・コロンでは、クラウディア・ムツィオ主演の『トスカ』『ラ・ボエーム』、ローザ・ライサ主演の『トゥーランドット』、ガブリエラ・ベザンツォーニ主演の『カルメン』、ジーナ・チーニャ主演の『アイーダ』『トゥーランドット』、ジンカ・ミラノフ主演の『アイーダ』、レナード・ウォーレン主演の『シモン・ボッカネグラ』、マリア・カニーリア主演の『トスカ』、ビクトリア・デ・ロス・アンヘレス主演の『蝶々夫人』など、歴史的な名歌手を従えた名演によってテアトロ・コロンの黄金時代を築いた。
指揮者として精力的に活動するかたわら、作曲家として自作のオペラを発表している。1897年に初演された"Il fidanzato del mare"、1900年に初演された"Medioevo Latino"、1908年に初演された『アウローラ』Aurora、そして1939年に初演された"Bizancio" という4作のオペラを作曲した。
1967年、ミラノにて逝去。

## 作曲家としての評価
オペラ作曲家としてのパニッツァの作品は、イタリアのヴェリズモ・オペラの様式を受け継いだ作風が特徴的であり、美しくドラマティックなメロディによってオペラ愛好家からの評価は高い。反面、歌手にとっては力強いドラマティックな声と表現が求められるため、現状としてはなかなかパニッツァの作品を歌いこなせる歌手が少ないという難点がある。
パニッツァが作曲したオペラの中でも、ジャコモ・プッチーニに優れた台本を提供したルイージ・イッリカの台本に基づく3幕のイタリア語オペラ『アウローラ』は傑作として高く評価され、パニッツァが作曲した作品の最高傑作とされている。『アウローラ』は、ウンベルト・ジョルダーノ作曲の『アンドレア・シェニエ』からの影響を強く受けた、ヴェリズモ・オペラの系譜に連なる作品である。1810年のアルゼンチン独立運動を背景に、スペインの圧制者の娘アウローラと独立派側の闘士マリアーノとの悲恋をドラマティックに描いた内容と音楽であり、イタリアよりも作曲家の故郷アルゼンチンにおいて国民的オペラとして知られている。とりわけこの歌劇の中でマリアーノが歌うアリア「旗の歌」Alta pel cielo は、ちょうどイタリアにおけるヴェルディの『ナブッコ』の合唱曲「行け、我が想いよ、黄金の翼に乗って」のように、オペラから独立してアルゼンチンにおける第二の国歌として愛唱されている。
『アウローラ』は、オペラとしての芸術的価値が高く評価されている一方で、今日では歌劇場で上演する機会になかなか恵まれないという現状がある。主役の独立派の闘士マリアーノ役を演じるテノール歌手に、アンドレア・シェニエやオテッロを歌うようなドラマティック・テノールとしての強い歌声が要求されるのに対して、現在のオペラ界ではマリアーノを演じられる声を持ったテノール歌手が世界的に稀少になってしまったためである。かつてはマリオ・デル・モナコの後継者と言われたイタリア人ドラマティック・テノールのカルロ・コッスッタが、舞台でマリアーノを当たり役としていた。近年ではアルゼンチン出身のテノール歌手ホセ・クーラがマリアーノを歌うことが多いが、歌手としての全盛期を過ぎたとされるクーラは舞台に立つ機会を減らしている現状にあり、一方でクーラの後を継ぐべきドラマティック・テノールの若手も育っていない。

## 作曲作品
- "Il fidanzato del mare" (1897)
- "Medioevo Latino" (1900)
- 『アウローラ』Aurora (1907)
- "Bizancio" (1939)

## 主なディスコグラフィ
- ヴェルディ『椿姫』：ローザ・ポンセル、フレデリック・ヤーゲル、ローレンス・ティベット：1935年メト
- ヴェルディ『リゴレット』：ローレンス・ティベット、リリー・ポンス、フレデリック・ヤーゲル：1935年メト
- ヴェルディ『アイーダ』：ジーナ・チーニャ、ジョヴァンニ・マルティネッリ、ブルーナ・カスターニャ：1937年メト
- ヴェルディ『オテッロ』：ジョヴァンニ・マルティネッリ、エリーザベト・レートベルク、ローレンス・ティベット：1938年メト： Naxos Historical 8.111018-19
- ヴェルディ『アイーダ』：ジンカ・ミラノフ、アーサー・キャロン、リチャード・ボネッリ、ブルーナ・カスターニャ：1939年メト
- ヴェルディ『シモン・ボッカネグラ』：ローレンス・ティベット、ジョヴァンニ・マルティネッリ、エリーザベト・レートベルク：1939年メト
- ポンキエッリ『ラ・ジョコンダ』：ジンカ・ミラノフ、ジョヴァンニ・マルティネッリ、ブルーナ・カスターニャ：1939年メト
- ヴェルディ『仮面舞踏会』：ユッシ・ビョルリング、ジンカ・ミラノフ、アレクサンドル・シュヴェード、ブルーナ・カスターニャ：1940年メト
- モーツァルト『フィガロの結婚』：エツィオ・ピンツァ、ジョン・ブラウンリー、リチア・アルバネーゼ、エリーザベト・レートベルク：1940年メト
- グルック『アルチェステ』：ローズ・バンプトン、ルネ・メゾン、レナード・ウォーレン：1941年メト
- ヴェルディ『イル・トロヴァトーレ』：アーサー・キャロン、ステッラ・ローマン、ブルーナ・カスターニャ：1941年メト
- プッチーニ『蝶々夫人』：リチア・アルバネーゼ、チャールズ・クルマン、イラ・ペティーナ：1941年メト：
- ヴェルディ『椿姫』：ヤルミラ・ノヴォトナ、ジャン・ピアース、ローレンス・ティベット、ヘレン・オルヘイム：1941年メト
- ヴェルディ『仮面舞踏会』：ステッラ・ローマン、ジョヴァンニ・マルティネッリ、ブルーナ・カスターニャ：1942年メト
- ヴェルディ『椿姫』：ビドゥ・サヤン、ブルーノ・ランディ、セルマ・ヴォティプカ、アレッシオ・デ・パオリス：1942年メト
- プッチーニ『トスカ』：グレース・ムーア、フレデリック・ヤーゲル、アレクサンドル・シュヴェード：1942年メト